# الثورة (سوريا)
الثورة أو الطبقة مدينة جديدة وعريقة أنشئت بعد بناء سد الفرات وأنشئت لاستقبال عمال السد وتقع على الضفة اليمنى لنهر الفرات مجاورة للسد المسمى باسمها على النهر المذكور في محافظة الرقة، تبعد 55 كم عن مدينة الرقة باتجاه الغرب وعن مدينة حلب 150كم باتجاه الشرق. ارتبطت تسميتها بثورة الثامن من آذار، وتقع في المكان المشرف على بناء السد ومحطة التوليد وبحيرة الفرات وقلعة جعبر، وتضم القواعد والمنشآت الإنتاجية اللازمة لاستثمار السد ومشاريع استصلاح الأراضي، ويبلغ عدد سكانها 65000 نسمة.
وتمتاز بموقعها السياحي الجميل وأجوائها المريحة ذات الهواء النقي وشوارعها المنتظمة وحدائقها الملتفة المنتظمة وبالمساحات الخضراء التي تغطي امتدادها، وقسمت إلى ثلاثة أحياء أساسية يحتوي كل حي على المرافق الاجتماعية اللازمة والمدارس والمستوصفات والأسواق التجارية والنوادي الصيفية والشتوية وقصر الثقافة وما يضمه من مسرح وقاعات ومكتبة ونشاطات ثقافية متنوعة ومتميزة.

## المناخ
يظهر الجدول التالي التغييرات المناخية على مدار السنة لالثورة:
| البيانات المناخية لـالثورة        | البيانات المناخية لـالثورة | البيانات المناخية لـالثورة | البيانات المناخية لـالثورة | البيانات المناخية لـالثورة | البيانات المناخية لـالثورة | البيانات المناخية لـالثورة | البيانات المناخية لـالثورة | البيانات المناخية لـالثورة | البيانات المناخية لـالثورة | البيانات المناخية لـالثورة | البيانات المناخية لـالثورة | البيانات المناخية لـالثورة | البيانات المناخية لـالثورة |
| الشهر                             | يناير                      | فبراير                     | مارس                       | أبريل                      | مايو                       | يونيو                      | يوليو                      | أغسطس                      | سبتمبر                     | أكتوبر                     | نوفمبر                     | ديسمبر                     | المعدل السنوي              |
| --------------------------------- | -------------------------- | -------------------------- | -------------------------- | -------------------------- | -------------------------- | -------------------------- | -------------------------- | -------------------------- | -------------------------- | -------------------------- | -------------------------- | -------------------------- | -------------------------- |
| متوسط درجة الحرارة الكبرى °م (°ف) | 11.1 (52.0)                | 13.8 (56.8)                | 18.5 (65.3)                | 24.2 (75.6)                | 30.3 (86.5)                | 35.1 (95.2)                | 37.7 (99.9)                | 37.7 (99.9)                | 34.2 (93.6)                | 27.9 (82.2)                | 20.0 (68.0)                | 12.7 (54.9)                | 25.3 (77.5)                |
| المتوسط اليومي °م (°ف)            | 6.0 (42.8)                 | 8.0 (46.4)                 | 11.9 (53.4)                | 16.8 (62.2)                | 22.2 (72.0)                | 26.6 (79.9)                | 29.0 (84.2)                | 29.0 (84.2)                | 25.4 (77.7)                | 19.6 (67.3)                | 12.8 (55.0)                | 7.5 (45.5)                 | 17.9 (64.2)                |
| متوسط درجة الحرارة الصغرى °م (°ف) | 1.0 (33.8)                 | 2.2 (36.0)                 | 5.4 (41.7)                 | 9.4 (48.9)                 | 14.2 (57.6)                | 18.2 (64.8)                | 20.4 (68.7)                | 20.4 (68.7)                | 16.6 (61.9)                | 11.3 (52.3)                | 5.7 (42.3)                 | 2.3 (36.1)                 | 10.6 (51.1)                |
| الهطول مم (إنش)                   | 37 (1.5)                   | 24 (0.9)                   | 34 (1.3)                   | 25 (1.0)                   | 15 (0.6)                   | 0 (0)                      | 0 (0)                      | 0 (0)                      | 1 (0.0)                    | 10 (0.4)                   | 18 (0.7)                   | 32 (1.3)                   | 196 (7.7)                  |
| المصدر: Climate-Data.org          |                            |                            |                            |                            |                            |                            |                            |                            |                            |                            |                            |                            |                            |